# 1994 في ليبيا
فيما يلي قوائم الأحداث التي وقعت خلال عام 1994 في ليبيا.

## أفلام
من الأفلام التي صدرت هذه السنة في ليبيا:
- 1 يناير – معزوفة المطر من إخراج عبد الله الزروق.

## مواليد

### فبراير
- 12 فبراير – حمدو الهوني لاعب كرة قدم ليبي.

## وفيات

### يناير
- 1 يناير – محي الدين فكيني (مواليد 1925) دبلوماسي ليبي.